# Fantastic or Drastic
『Fantastic or Drastic』（ファンタスティック・オア・ドラスティック）は、SCRIPTの通算4枚目のアルバム。2003年1月24日にAFD RECORDSよりリリース。

## 概要
前作『Body Language』より約1年1ヵ月後のリリース。それまではキティMMEでリリースを行っていたが、本作よりインディーズレーベル・AFD RECORDSに再び戻しリリースした。「SCRIPT domestic industry」の第一弾アルバムである。
本作のパイロット盤として2002年12月6日に「Frontier Spirits」がライブ会場限定発売として1000枚限定で販売された。
アルバム収録曲「squall」は2004年にリリースされたミュージック・ビデオ『SCRIPT Rock Inventions〜MUSIC VIDEO CLIPS〜』にプロモーション映像が収録されている。

## 収録曲
| #         | タイトル                          | 作詞・作曲                                      | 時間  |
| --------- | --------------------------------- | ----------------------------------------------- | ----- |
| 1.        | 「we love gentleman's R&R music」 | 佐々木收                                        | 2:02  |
| 2.        | 「squall」                        | 佐々木收                                        | 4:55  |
| 3.        | 「C-O-S」                         | 佐々木收                                        | 2:19  |
| 4.        | 「imagination」                   | 渡邊崇尉                                        | 4:10  |
| 5.        | 「マーガレット」                  | - 渡邊崇尉、佐々木收（作詞） - 渡邊崇尉（作曲） | 5:22  |
| 6.        | 「Lost Generation」               | 佐々木收                                        | 4:34  |
| 7.        | 「precious love」                 | 佐々木收                                        | 4:58  |
| 8.        | 「バイバイシュガーキューブ」      | 佐々木收                                        | 4:02  |
| 9.        | 「君の寝顔を見ていると」          | 佐々木收                                        | 1:29  |
| 合計時間: | 合計時間:                         | 合計時間:                                       | 33:51 |